# Wüstenigel
Die Wüstenigel (Paraechinus) sind eine Gattung mit vier Arten aus der Familie der Igel (Erinaceidae).

## Die Arten
Es gibt vier Arten der Wüstenigel:
- Der Äthiopische Igel (Paraechinus aethiopicus) lebt im nördlichen Afrika (von Marokko und Mauretanien bis Somalia) und auf der Arabischen Halbinsel.
- Der Indische Igel (P. micropus) kommt in Pakistan und dem nordwestlichen Indien vor.
- Brandts Igel (P. hypomelas) lebt im Iran und Zentralasien (im Gebiet des Aralsees) sowie vereinzelt im Industal und auf der Arabischen Halbinsel.
- Der Nacktbauchigel (P. nudiventris) bewohnt nur ein kleines Gebiet im südlichen Indien (Kerala, Tamil Nadu).

Keine der vier Arten ist laut IUCN gefährdet.

## Beschreibung
Wie bei allen Stacheligeln ist der Rücken der Wüstenigel mit spitzen Stacheln versehen, die Oberseite des Kopfes ist jedoch stachellos. Der restliche Körper ist mit Fell bedeckt, dessen Färbung von weiß über braun bis zu schwarz variieren kann. Diese Tiere erreichen eine Kopfrumpflänge von 14 bis 27 Zentimetern (mit einem kurzen, einen bis vier Zentimeter langen Schwanz) und ein Maximalgewicht von 500 Gramm.

## Lebensweise
Wüstenigel bewohnen meist trockene Habitate wie Wüsten oder Steppen, man findet sie jedoch auch in vegetationsreicheren Gebieten wie Oasen und Küstenregionen. Sie sind Einzelgänger und nachtaktiv und verbringen den Tag oft in selbstgegrabenen Bauten oder Felsspalten. In der Nacht begeben sie sich auf Nahrungssuche und legen dabei größere Distanzen zurück. In kühleren Regionen halten sie Winterschlaf. Im Falle eines Angriffs – zu ihren Fressfeinden zählen vorwiegend Greifvögel und Eulen – können sie sich, wie der Europäische Igel, zu einer stacheligen Kugel zusammenrollen.

## Nahrung
Wüstenigel sind in erster Linie Fleischfresser, die unter anderem Insekten, Skorpione, Eier, Echsen und Schlangen zu sich nehmen, wobei sie gegenüber Schlangengift erstaunlich widerstandsfähig sind. Außerdem können sie mehrere Wochen ohne Essen und Trinken überleben.

## Fortpflanzung
Über die Fortpflanzung der Wüstenigel ist relativ wenig bekannt. Die Tragzeit dürfte rund fünf Wochen und die Wurfgröße ein bis vier Jungtiere betragen. Sie werden blind und hilflos geboren, öffnen nach drei bis vier Wochen die Augen und werden nach sechs bis sieben Wochen entwöhnt. Die Lebenserwartung in freier Natur beträgt höchstens drei bis vier Jahre, in menschlicher Obhut bis zu zehn Jahre.